# Czeski Bank Narodowy
Czeski Bank Narodowy (Česká národní banka, ČNB) – bank centralny Czech, utworzony na mocy Konstytucji Czech oraz ustawy nr 6/1993 Sb. o  Czeskim Banku Narodowym. Został powołany 1 stycznia 1993 wraz z rozpadem Czechosłowacji w wyniku podziału Czechosłowackiego Banku Państwowego (Státní banka československá).
Siedziba Banku znajduje się w Pradze. Oprócz głównej siedziby Czeski Bank Narodowy posiada siedem oddziałów regionalnych.
Prezesem Czeskiego Banku Narodowego jest obecnie Aleš Michl.

## Cele oraz misja Czeskiego Banku Narodowego
Głównym celem działalności Czeskiego Banku Narodowego jest utrzymanie stabilności cen, a w dalszej kolejności wspieranie zrównoważonego rozwoju gospodarczego.
Misję Czeskiego Banku Narodowego określają następujące postulaty:
- utrzymanie niskiej i stabilnej inflacji
- zapewnienie niezakłóconego obiegu pieniądza oraz niezawodnego system płatności
- nadzór nad systemem finansowym
- wspieranie zrównoważonego i stabilnego rozwoju rynku finansowego Czech[7].

## Zadania Czeskiego Banku Narodowego
Do zadań Czeskiego Banku Narodowego należą:
- prowadzenie polityki pieniężnej
- nadzór nad rynkiem finansowym
- emisja pieniądza i kontrola jego obiegu
- działalność dewizowa
- zapewnianie gospodarce systemu płatności oraz bycie bankiem rozliczeniowym
- wypełnianie funkcji banku państwa[7].

## Działalność Banku

### Polityka pieniężna Czeskiego Banku Narodowego
Realizacja celu utrzymania stabilności cen poprzez mechanizm „transmisji monetarnej” – politykę celu inflacyjnego (ang. inflation targeting). Celem inflacyjnym jest stabilizacja stopy wzrostu poziomu cen w granicach 3% per annum. Takie założenie wydaje się obecnie sprzyjać zarazem spełnianiu inflacyjnego kryterium konwergencji ustalonego w Traktacie z Maastricht, a obowiązującego obecnie w ramach Europejskiego Systemu Banków Centralnych wszystkie państwa, które z założenia mają w przyszłości wejść do strefy euro. Realizacja zadania wykonywana jest za pomocą instrumentów polityki pieniężnej.

#### Instrumenty polityki pieniężnej
Podobnie, jak w Narodowym Banku Polskim, oprócz standardowych metod – polityki stóp procentowych, stosowane są bardziej nowoczesne metody w postaci operacji otwartego rynku. Do głównych instrumentów można zaliczyć:
- depozyty O/N dla banków komercyjnych po stopie dyskontowej,
- kredyty O/N dla banków komercyjnych po stopie lombardowej,
- stopa rezerwy obowiązkowej,
- operacje otwartego rynku prowadzone za pomocą umów repo o podstawowym okresie umowy wynoszącym 2 tygodnie.

### Sprawozdanie z polityki pieniężnej i stabilności finansowej

#### Sprawozdanie z polityki pieniężnej
Bank jest zobowiązany do składania przynajmniej 2 razy do roku sprawozdania z polityki pieniężnej przed Izbą Poselską. Przed zakończeniem danej kadencji Izby Poselskiej w ciągu 30 dni Bank jest zobowiązany do złożenia szczególnego sprawozdania. Prezes Narodowego Banku składa taki raport na ręce przewodniczącego Izby Poselskiej. Izba Poselska może poprosić o poprawione sprawozdanie, które musi zostać złożone w ciągu 6 tygodni od złożonego wniosku Izby Poselskiej. Bank jest zobowiązany do informowania opinii publicznej o stanie polityki pieniężnej raz na 3 miesiące.

#### Sprawozdanie ze stabilności finansowej
Dodatkowym sprawozdaniem, jakie Bank jest zobowiązany przedłożyć przed Izbą Poselską, jest sprawozdanie dotyczące stabilności finansowej państwa, w którym powinny znaleźć się założenia polityki makroostrożnościowej. Bank może także wydawać rekomendacje, zawiadomienia lub ostrzeżenia skierowane do opinii publicznej, władz kraju lub innych podmiotów związanych ze stabilnością finansową kraju.

### Relacje z rządem i innymi instytucjami
Bank jest w pełni niezależny od parlamentu, rządu, prezydenta kraju, organów administracyjnych Czech, instytucji Unii Europejskiej. Bank jest zobowiązany do wymiany informacji z rządem w sprawach związanych z polityką finansową państwa oraz zajęcia stanowiska wobec propozycji rządu dotyczących działalności tej instytucji. W spotkaniach Banku może brać udział minister finansów lub inny, oddelegowany członek rządu, który w czasie posiedzeń Banku może zgłaszać wnioski. Prezes lub Wiceprezes mogą także brać udział w posiedzeniach Rady Ministrów.

### Emisja banknotów i monet
Czeski Bank Narodowy jest jedyną instytucją, które może emitować czeskie pieniądze. Zadaniem Banku jest zarządzanie produkcją banknotów i monet i w razie potrzeb zwiększanie produkcji zgodnie z wymaganiami obiegu pieniądza. Bank odpowiada za przechowywanie pieniędzy niewprowadzonych w obieg oraz niszczenie pieniędzy zużytych. Instytucja może dokonać wymiany pieniędzy na nowe co pięć lat.

### Rezerwa obowiązkowa
Każdy z banków komercyjnych jest zobowiązany do wpłacenia rezerwy obowiązkowej na konto Banku. Rezerwa obowiązkowa nie może przekraczać 30% wysokości zobowiązań danego banku wobec Banku. W przypadku nieotrzymania pieniędzy, Bank może naliczyć odsetki od wymaganej kwoty w wysokości podwojonej stopy lombardowej. Rezerwa obowiązkowa może mieć różną wielkość, a Bank może określić w zarządzeniu:
- jej wielkość
- datę rozpoczęcia, od której wymagane jest jej wpłacanie
- okres jej wpłacania
- źródła pieniędzy, z której rezerwa będzie opłacana
- procedurę karną, jeżeli bank komercyjny nie wpłaci pieniędzy[7].

### Transakcje Czeskiego Banku Narodowego
Bank może nabywać od banków komercyjnych lub sprzedawać im:
- weksle w ciągu sześciu miesięcy od ich zakupu przez Czeski Bank Narodowy
- obligacje skarbowe emitowane przez rząd.

Czeski Bank Narodowy może udzielać pożyczek bankom komercyjnym na okres nie dłuższy niż trzy miesiące. Bank w porozumieniu z ministrem finansów oferuje obligacje skarbowe na sprzedaż oraz zarządza ich sprzedażą. Bank może nabywać i sprzedawać papiery wartościowe w celu regulacji rynku pieniężnego, a także prowadzić rejestr papierów wartościowych.

### Współpraca z Ministerstwem Finansów
Wraz z Ministerstwem Finansów Bank przedkłada rządowi projekty ustaw związanych z walutą, obiegiem pieniądza, działalnością i kompetencjami Banku, nadzorem rynku finansowego, systemu płatności, pieniędzy elektronicznych i wprowadzenia euro.

### Nadzór
Czeski Bank Narodowy pełni nadzór nad:
- bankami, oddziałami banków zagranicznych, związkami kredytowymi, instytucjami pieniądza elektronicznego i ich zagranicznymi oddziałami, drobnymi emitentami pieniądza elektronicznego, instytucjami płatniczymi
- firmami inwestycyjnymi, emitentami papierów wartościowych, spółkami inwestycyjnymi, funduszami inwestycyjnymi, organizatorami rynku instrumentów finansowych oraz innymi podmiotami wymienionymi w przepisach regulujących rynek kapitałowy
- instytucjami finansowymi, spółkami reasekuracyjnymi, funduszami emerytalnymi, innymi spółkami działającymi w zakresie ubezpieczeń, systemami dodatkowych oszczędności emerytalnych oraz prywatnymi systemami emerytalnymi
- podmiotami operującymi krajowymi pieniędzmi
- działalnością innych podmiotów, jeżeli jest to przewidziane przez prawo

Czeski Bank Narodowy:
- podejmuje decyzje na temat wydawania licencji i zezwoleń na działalność wyżej wymienionych instytucji
- kontroluje przestrzeganie wydanych licencji, pozwoleń i przepisów prawa
- zbiera informacje niezbędne do przeprowadzania kontroli tych instytucji i weryfikuje prawdziwość i aktualność uzyskanych informacji
- nakłady kary finansowe i wszczyna postępowanie administracyjne, jeżeli w czasie kontroli ujawnił łamanie przepisów prawa przez te instytucje.

Bank dodatkowo kontroluje, czy banki przestrzegają przepisy dotyczące zawierania umów zawarte w kodeksie cywilnym, postępują zgodnie z zakazem nieuczciwej praktyki i przestrzegają warunki zawarte w umowach o kredyt konsumencki.
Bank jest zobowiązany złożyć przed Izbą Poselską sprawozdanie z kontroli wyników rynku finansowego do 30 czerwca następnego roku.

### Kary finansowe
Czeski Bank Narodowy może nałożyć następuje kary:
- w przypadku osoby fizycznej:
  - do 1 000 000 Kč za produkcję, sprzedaż, import, dystrybucję pieniędzy, tokenów, monet okolicznościowych wyprodukowanych nielegalnie (jedyną instytucją, jaka może produkować i rozprowadzać pieniądze jest Czeski Bank Narodowy), które mogą wprowadzać w błąd lub używanie słowa „pieniądze” w kontekście nielegalnie wyprodukowanych pieniędzy
- w przypadku osoby prawnej:
  - do 10 000 000 Kč za produkcję fałszywych środków płatniczych (jak w przypadku osoby fizycznej)
  - do 5 000 000 Kč za niewywiązywanie się z nałożonych środków zaradczych w momencie wykazania uchybień w pracy danej instytucji
  - do 1 000 000 Kč za niedostarczenie informacji na wniosek Banku, niepoinformowanie o wyeliminowaniu uchybień w pracy danej instytucji, niedostarczenie sprawozdania z działalności instytucji lub niewprowadzenie zmian na wniosek Banku w dostarczonym sprawozdaniu.

Odpowiedzialność karna za uchybienia trwa rok od dotarcia informacji o takich uchybieniach do Banku i dana instytucja nie może być pociągana karnie po upływie tego czasu.

## Organy Czeskiego Banku Narodowego
Do organów Czeskiego Banku Narodowego należą: Prezes Czeskiego Banku Narodowego, Wiceprezes Czeskiego Banku Narodowego, Rada Czeskiego Banku Narodowego.

### Prezes i Wiceprezes Czeskiego Banku Narodowego
Prezes Czeskiego Banku Narodowego (cz. Guvernér České národní banky) reprezentuje Bank na zewnątrz oraz podpisuje dokumenty wydawane przez Bank oraz przepisy prawne publikowane w Dzienniku Ustaw. Natomiast wiceprezesi Czeskiego Banku Narodowego (cz. Viceguvernér České národní banky) wykonują obowiązki Prezesa w czasie jego nieobecności.

### Rada Czeskiego Banku Narodowego
Do zadań Rady Czeskiego Banku Narodowego (cz. Bankovní rada České národní banky) należą:
- prowadzenie polityki pieniężnej i makroostrożnościowej oraz ustalanie instrumentów do ich realizacji
- nadzorowanie rynku finansowego i środków finansowych w zakresie rynku
- przedstawienie zasad działalności Banku i transakcji, jakich dokonuje Bank
- zatwierdzanie budżetu Banku
- określenie struktury organizacyjnej Banku oraz ich funkcji
- zdefiniowanie rodzaju, ilości i wykorzystania środków Banku
- wykonywanie praw i obowiązków wobec pracowników wynikających z czeskiego prawa pracy
- wydawanie zgody na działalność przedsiębiorczą pracowników Banku
- ustalanie wynagrodzenia pracowników Banku
- wydawanie decyzji na temat odwołań skierowanych przeciwko pracy Banku.

W skład Rady Czeskiego Banku Narodowego wchodzą: Prezes Banku, dwóch Wiceprezesów Banku oraz czterech innych członków Banku. Prezydent powołuje danego kandydata na sześcioletnią kadencję nie więcej niż dwa razy. Do zadań prezydenta należy także odwoływanie członków Rady Banku. W czasie trwania kadencji członek Rady Banku nie może w chodzić w skład Izby Poselskiej, Senatu, rządu, organów kontroli innych banków, innych banków lub przedsiębiorstw handlowych. Nie może także pełnić innej działalności zarobkowej z wyjątkiem: działalności naukowej, literackiej, artystycznej, dziennikarskiej czy pedagogicznej oraz zarządzania własnym majątkiem. Wszelka działalność, która mogłaby powodować konflikt interesów z pracą w Banku, jest zakazana.
Aby kandydat na stanowisko w Radzie Banku został wybrany powinien:
- posiadać pełną zdolność do wykonywania czynności prawnych
- posiadać wykształcenia wyższe
- nie być karanym
- posiadać autorytet i doświadczenie w dziedzinie finansów

Kadencja członków Rady Banku kończy się w momencie, gdy:
- wygasa mandat
- dzień po tym, jak członek Zarządu złoży rezygnację lub dzień po terminie, jakie został określony w rezygnacji[7].

### Pracownicy Banku
Pracownicy Banku są zobowiązani do przestrzegania tajemnicy zawodowej nawet po zakończeniu pełnienia danej funkcji. Pracownicy Banku nie mogą angażować się w działalność gospodarczą bez uprzedniej zgody Rady Banku. Ta zasad nie dotyczy zarządzania własnymi aktywami oraz działalności naukowej, literackiej, artystycznej, dziennikarskiej i pedagogicznej tak, aby nie powodowało to konfliktu interesów.

## Budżet Narodowego Banku Czeskiego
Bank pokrywa koszty działalności ze swoich dochodów, a zyski uzupełniają fundusz rezerwowy Banku. W czasie ostatnich trzech miesięcy roku kalendarzowego Bank jest zobowiązany do przedłożenia rocznego raportu dotyczącego sytuacji finansowej instytucji przed Izbą Poselską. Przed przedłożeniem raportu, audytorzy powołani na mocy porozumienia między Bankiem a Ministerstwem Finansów badają raport. Izba Poselska może przyjąć lub odrzucić raport. W przypadku odrzucenia raportu, Bank jest zobowiązany do przedstawienia poprawionej wersji w terminie sześciu tygodni.

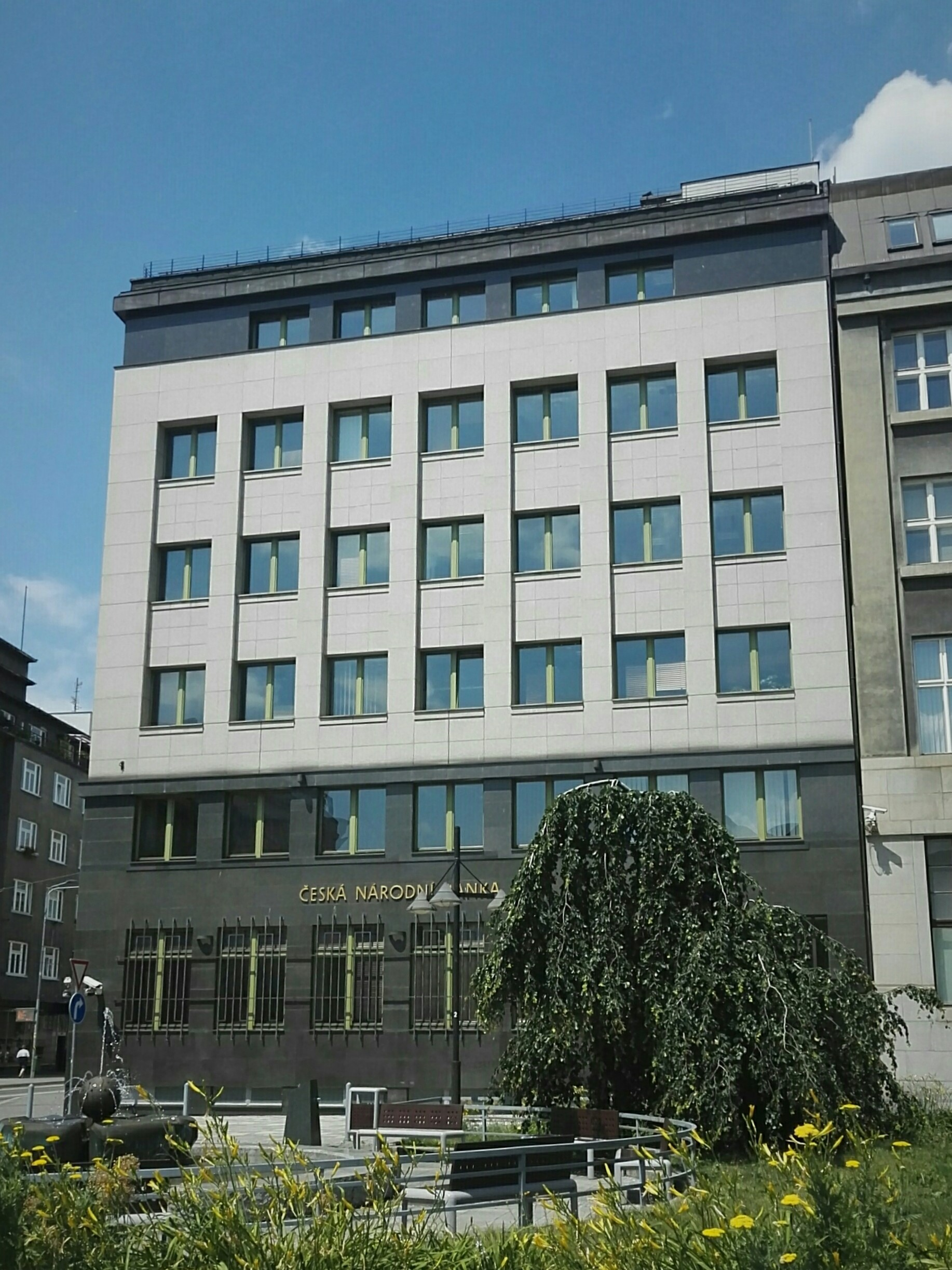
Budynek oddziału regionalnego w Ostrawie

## Oddziały regionalne Narodowego Banku Czeskiego
Bank posiada: główną siedzibę w Pradze, sieć oddziałów oraz siedem oddziałów regionalnych w: Pradze, Uściu nad Łabą, Pilźnie, Czeskich Budziejowicach, Hradec Králové, Brnie i Ostrawie. W oddziałach regionalnych pracują wybrani przedstawiciele Departamentu Systemów Płatniczych i Kasowych, Departamentu Licencjonowania i Nadzoru Rynku oraz Departamentu Nadzoru Sprzedaży Detalicznej. Oddziały regionalne ułatwiają pracę Bankowi centralnego, gdyż umożliwiają skontaktowanie się władz lokalnych i państwowych, osób prawnych i fizycznych z przedstawicielstwem Banku oraz nadzorowanie rynku finansowego na poziomie regionalnym.

## Współpraca międzynarodowa
Czeski Bank Narodowy należy do wielu organizacji międzynarodowych: Europejskiego Banku Centralnego, Europejskiego Systemu Banków Centralnych, Europejskiej Rady ds. Ryzyka Systemowego, Europejskiego Systemu Nadzoru Finansowego i Banku Rozrachunków Międzynarodowych.